# آکورد هفت
| «آکورد هفت نمایان» روی نت دو |
|                              |

آکورد هفت (انگلیسی: Seventh chord) آکوردی است متشکل از یک سه‌صدایی با یک نت اضافه که دارای فاصلهٔ هفتم نسبت به پایهٔ آکورد است.

## ساختار
آکورد هفت معمولاً به آکورد هفت نمایان اشاره دارد که ترکیبی از یک آکورد ماژور و یک هفتم کوچک است. با این حال فاصله‌های هفتم دیگری می‌تواند به آکورد سه‌صدایی اضافه شود و در نتیجه انواع مختلفی از آکورد هفت وجود دارد. فاصلهٔ هفتم در ابتدا به‌عنوان یکی از نت‌های زینت و غریبه با آکورد مورد استفاده قرار می‌گرفت. با گذشت زمان و ایجاد اعتدال مساوی، آهنگسازان را بر آن داشت تا بی‌ثباتی فاصلهٔ هفتم که نامطبوع شناخته می‌شد را در آکورد سه‌صدایی به بخشی از اجزا آکورد پیوند دهند و بدین ترتیب به‌عنوان «آکورد هفت» برای گوش‌های ناآشنا تبدیل شد و به آن عادت کردند. در موسیقی مدرن و به‌ویژه موسیقی جاز، تقریباً اکثر آکوردها دارای نشان هفت هستند.

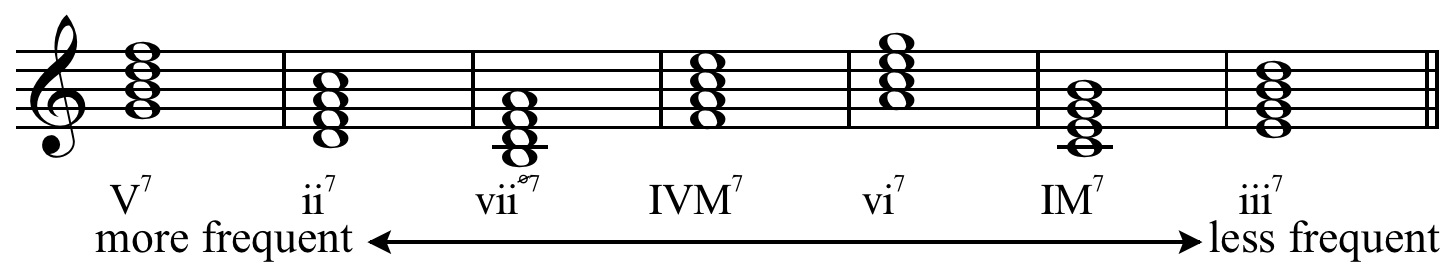
یک رتبه‌بندی بر اساسِ فرکانسِ «آکوردهای هفت» در گام ماژور، که به صورت تقریبی نشان داده می‌شود.

## طبقه‌بندی
آکورد هفت به‌طور رسمی از ترکیب یک سه‌صدایی و یک فاصلهٔ هفتم نسبت به نتِ پایه نام‌گذاری می‌شود و به هشت نوع مختلف شناخته شده‌است که امروزه هفت نوع آن به شرح زیر مورد استفاده قرار می‌گیرد:
1. ترکیب یک آکورد ماژور و هفتم کوچک، یک «آکورد هفت ماژور/ مینور» یا «آکورد هفت نمایان» است، و فقط دارای یک نماد اضافه است. (مثال: C7)
2. ترکیب «آکورد ماژور» و «هفتم بزرگ»، «آکورد هفت بزرگ»[الف] است. (مثال:Cmaj7)
3. ترکیب آکورد مینور و هفتم کوچک، «آکورد هفت کوچک»[ب] است. (مثال:Cmin7)
4. ترکیب آکورد کاسته و هفتم کاسته، «آکورد هفت کاسته»[پ] است. (مثال:Co7)
5. ترکیب آکورد کاسته و هفتم کوچک، «آکورد هفتم کوچک و پنجم کاسته» یا «آکورد هفت نیم کاسته»[ت] است. (مثال:Cm7♭5)
6. ترکیب آکورد مینور و هفتم بزرگ، «آکورد هفت کوچک و بزرگ»[ث] است. (مثال:Cmmaj7)
7. ترکیب آکورد افزوده و هفتم بزرگ، «آکورد هفت بزرگ و پنج افزوده»[ج] است. (مثال:Cmaj7♯5)

| شماره/نام متداول | شماره/نام متداول        | آکورد بر پایه نت دو | نمادهای متداول              | فاصله از نت پایه | فاصله از نت پایه | فاصله از نت پایه | توالی فاصلهٔ سوم‌ها | توالی فاصلهٔ سوم‌ها | توالی فاصلهٔ سوم‌ها |
| شماره/نام متداول | شماره/نام متداول        | آکورد بر پایه نت دو | نمادهای متداول              | سوم              | پنجم             | هفتم             | اول               | دوم               | سوم               |
| ---------------- | ----------------------- | ------------------- | --------------------------- | ---------------- | ---------------- | ---------------- | ----------------- | ----------------- | ----------------- |
| ۱                | هفتم نمایان             |                     | C7                          | بزرگ             | درست             | کوچک             | بزرگ              | کوچک              | کوچک              |
| ۲                | هفتم بزرگ               |                     | Cmaj7 CM7 CΔ7 CΔ            | بزرگ             | درست             | بزرگ             | بزرگ              | کوچک              | بزرگ              |
| ۳                | هفتم کوچک               |                     | Cmin7 Cm7 C−7               | کوچک             | درست             | کوچک             | کوچک              | بزرگ              | کوچک              |
| ۴                | هفتم کاسته              |                     | Co7 Cdim7 Cm(♭7)♭5 C-(♭7)♭5 | کوچک             | کاسته            | کاسته            | کوچک              | کوچک              | کوچک              |
| ۵                | هفتم نیم کاسته          |                     | Cm7♭5 C−7♭5 Cø              | کوچک             | کاسته            | کوچک             | کوچک              | کوچک              | بزرگ              |
| ۶                | هفتم کوچک و بزرگ        |                     | Cmmaj7 CmM7 CmΔ7 C−Δ7       | کوچک             | درست             | بزرگ             | کوچک              | بزرگ              | بزرگ              |
| ۷                | هفتم بزرگ و پنجم افزوده |                     | Cmaj7♯5 C+M7 C+Δ7           | بزرگ             | افزوده           | بزرگ             | بزرگ              | بزرگ              | کوچک              |

## معکوس آکورد هفت
آکورد هفت دارای چهار وضعیت است که غیر از حالت پایه، دارای سه معکوس آکورد است که با «عددگذاری» نسبت به نت باس مشخص می‌شود. مثال از «آکورد هفت نمایان» روی نت سل:
| - پایه: سل، سی، ر، فا. (7) | - معکوس اول: سی، ر، فا، سل. (6 5) | - معکوس دوم: ر، فا، سل، سی. (4 3) | - معکوس سوم: فا، سل، سی، ر. (4 2) یا (2) |

## یادداشت
1. ↑  Major seventh chord
2. ↑  Minor seventh chord
3. ↑  Diminished seventh chord
4. ↑  Half-diminished seventh chord
5. ↑  Minor major seventh chord
6. ↑  Augmented major seventh chord